# Guilherme V da Provença
Guilherme Beltrão (†28 de julho de 1094), também conhecido como Guilherme V ou VI e por Beltrão I ou II, foi conde e marquês da Provença de 1051 até sua morte. Sucedeu seu pai Fulco Beltrão como conde quando este morreu, enquanto que o título de marquês foi para seu tio Godofredo I.
Guilherme governou durante toda sua vida com seu tio e primos, embora, em 1062, recebeu o título de marquês com a morte do tio. Em 1081, abdicou da aliança com o Sacro Império Romano e jurou fidelidade ao Papado. Quando morreu, o margraviato passou para Raimundo IV de Toulouse.
Sua primeira esposa foi Teresa de Aragão, filha mais velha de Ramiro I de Aragão. De seu segundo casamento, com Adelaide de Cavenez, irmã de Guido de Cavenez, teve sua única filha:
- Adelaide (†1129), casada com Armengol IV de Urgel, que herdou o Condado de Forcalquier de seu tio Godofredo II.